# Брандабура, Георге
Гео́рге Брандабу́ра (рум. Gheorghe Brandabura; 23 февраля 1913, Арджеш — неизвестно) — румынский футболист, играл на позиции полузащитника. Участник чемпионата мира 1938 года.

## Биография

### Клубная карьера
В течение девяти сезонов Брандабура играл за бухарестский «Ювентус». Он дебютировал в Дивизии А 17 сентября 1933 года в матче против «Рипенсии» — «Ювентус» выиграл тот матч со счётом 3:1. Всего в Высшем дивизионе Брандабура сыграл за эту команду 146 матчей и забил 1 гол.
В 1940 году перешёл в бухарестский «Венус», цвета которого защищал в последующие шесть сезонов. В 1948 году завершил футбольную карьеру.

### Карьера в сборной
Был включён в состав сборной Румынии на чемпионат мира 1938 года, но на турнире на поле так и не вышел. Всего за сборную Румынии сыграл 4 матча и не отметился голами.